# Victoria Pendletonová
Victoria Louise Pendletonová, CBE (nepřechýleně Pendleton, * 24. září 1980, Stotfold, Bedfordshire, Anglie, Spojené království) je britská sportovkyně, bývalá dráhová cyklistka – sprinterka. Je olympijská vítězka v keirinu z Letních olympijských her 2012 v Londýně a olympijská vítězka ve sprintu z Letních olympijských her 2008 v Pekingu, šestinásobná mistryně světa v týmovém sprintu a sprintu jednotlivkyň a držitelka světového rekordu v týmovém sprintu žen z února roku 2012.

## Život
Narodila se 24. září 1980 společně se svým bratrem-dvojčetem Alexem. Jejím otcem je britský cyklista Max Pendleton, matkou Pauline M. Viney. Kromě bratra má i starší sestru Nicolu Jane.
Svůj vůbec první závod na 400 metrů jela ve svých 9 letech.
Startovala už na Letních olympijských hrách 2004 v Aténách, kde skončila šestá na silnici v časovce jednotlivkyň a devátá ve sprintu na dráze.
Své první velké vítězství zaznamenala v roce 2006 ve sprintu na hrách Commonwealthu.
V roce 2007 se stala britskou sportovkyní roku. Tělovýchovu a sport studovala na britské Northumbria University ve městě Newcastle upon Tyne.

### Dostihová kariéra
Po skončení cyklistické kariéry se začala věnovat dostihovému sportu. První dostih nedokončila kvůli pádu, ale hned při svém druhém startu dokázala zvítězit, když 2. března 2016 v sedle valacha Pacha Du Polder vyhrála menší dostih na závodišti ve Wincantonu.